# یواس‌آرسی یاماکراو (۱۹۰۹)
یواس‌آرسی یاماکراو (۱۹۰۹) (به انگلیسی: USRC Yamacraw (1909)) یک کشتی بود که طول آن ۱۹۱ فوت ۸ اینچ (۵۸٫۴۲ متر) بود. این کشتی در سال ۱۹۰۹ ساخته شد.